# Clausule (onderwijs)
In het Vlaamse secundair onderwijs bedoelt men met clausule de bepaling die bij het uitreiken van een B-attest, een aantal studierichtingen of onderwijsvormen in een hoger leerjaar uitsluit.